# Гирбова (комуна)
Гирбова (рум. Gârbova) — комуна у повіті Алба в Румунії. До складу комуни входять такі села (дані про населення за 2002 рік):
- Гирбова (1488 осіб) — адміністративний центр комуни
- Керпініш (292 особи)
- Речу (279 осіб)

Комуна розташована на відстані 244 км на північний захід від Бухареста, 26 км на південний схід від Алба-Юлії, 102 км на південь від Клуж-Напоки, 148 км на захід від Брашова.

## Населення
За даними перепису населення 2002 року у комуні проживали 2059 осіб.
Національний склад населення комуни:
| Національність | Кількість осіб | Відсоток |
| -------------- | -------------- | -------- |
| румуни         | 1848           | 89,8%    |
| цигани         | 164            | 8,0%     |
| німці          | 41             | 2,0%     |
| угорці         | 6              | 0,3%     |

Рідною мовою назвали:
| Мова      | Кількість осіб | Відсоток |
| --------- | -------------- | -------- |
| румунська | 2020           | 98,1%    |
| німецька  | 35             | 1,7%     |
| угорська  | 4              | 0,2%     |

Склад населення комуни за віросповіданням:
| Релігія                             | Кількість осіб | Відсоток |
| ----------------------------------- | -------------- | -------- |
| православні                         | 1707           | 82,9%    |
| п'ятдесятники                       | 164            | 8,0%     |
| бретрени                            | 130            | 6,3%     |
| лютерани (Аугсбурзького сповідання) | 28             | 1,4%     |
| баптисти                            | 18             | 0,9%     |
| реформати                           | 4              | 0,2%     |
| греко-католики                      | 4              | 0,2%     |
| адвентисти                          | 3              | 0,1%     |